# 宮沢天
宮沢天（みやざわ てん）は、日本の俳優。和歌山県出身。

## 人物
映像作品においては株式会社ロロール・声優としては株式会社PONTEと業務提携を行なっている。好きな食べ物はカレー。嫌いなモノはタバコ。

## 出演

### 映画
- 検察側の罪人
- Silence 沈黙 -大工
- 鳳神ヤツルギ 木更津大決戦 - 草薙靭
- 半グレ VS ヤクザ - 黒服
- 必殺キャバ嬢 - 田中マネージャー
- 聖処女マリア - （月心）
- 十年愛 - 田端
- ぐるりのこと。 - 信者
- 九転十起の男3 - 小柴健太郎
- 陸に上った軍艦- - 山川二水
- 探偵事務所5 7話-10話：カインとアベル - 公安警察官
- あずみ2 - 真田昌幸側近

### テレビ
- 知恵泉 - 歴史再現ドラマ多数出演
- 武蔵忍法伝 忍者烈風3 - 多摩川元/超辛グランマサラー
- 東方戦場 - 河野悦次郎
- 20 世紀の大事件 - 中華航空機機長
- 鳳神ヤツルギ - 草薙 靭
  - ヤツルギ魂 - 鳳神ヤツルギの派生子供番組・役名で登場
- 新・棟居刑事シリーズ5 背徳の詩集 - 甲府署 川口刑事
- ドクターG・覚えていない - パン屋店主
- 天装戦隊ゴセイジャー - 駅員
- 新・警視庁捜査一課9係 - 宝石店員・クリーニング屋店主
- ハンチョウ - ヤクザ
- 仮面ライダーキバ - 警察官
- 相棒Season 4 - 料理人
- 西遊記 - 大雷音寺僧兵
- クライマーズ・ハイ - 新聞社編集部員

### CM
- エバラ食品工業企業CM「プラス」篇
- 環境庁「チーム・マイナス6%」テレビ朝日・高校野球ver - アンパイア

### 舞台
- 42丁目のキングダム
- 五木ひろし公演 夫婦囃子

### その他
- 聴くanime『彼岸のオルカ』（2022年、伊佐木[1]）